# Morton (Illinois)
Morton é uma vila localizada no estado americano de Illinois, no Condado de Tazewell.

## Demografia
Segundo o censo americano de 2000, a sua população era de 15.198 habitantes.
Em 2006, foi estimada uma população de 15.757, um aumento de 559 (3.7%).

## Geografia
De acordo com o United States Census Bureau tem uma área de 31,7 km², dos quais 31,6 km² cobertos por terra e 0,1 km² cobertos por água. Morton localiza-se a aproximadamente 196 m acima do nível do mar.

## Localidades na vizinhança
O diagrama seguinte representa as localidades num raio de 12 km ao redor de Morton.